# Steve Dalachinsky
Steve Dalachinsky, né le 29 septembre 1946 à Brooklyn (New York) et mort le 15 septembre 2019 à Long Island, est un poète américain actif sur la scène du free jazz et de la creative music.

## Biographie
Steve Dalachinsky, qui écrit une poésie inspirée par le jazz et l'interprète avec des musiciens de jazz, a travaillé avec un grand nombre de musiciens d’avant-garde parmi lesquels William Parker, Susie Ibarra, Matthew Shipp, Roy Campbell, Daniel Carter, Sabir Mateen, Mat Maneri, Federico Ughi, Loren Mazzacane Connors, Rob Brown, Tim Barnes, Jim O'Rourke et Joëlle Léandre. 
Il a beaucoup écrit pour The Brooklyn Rail. Mais Dalachinsky n'est pas seulement un écrivain, il effectue régulièrement des lectures avec des musiciens de free jazz et amis pour donner à ses textes une nouvelle vie. 
Il a dit ses textes un peu partout dans la région de New York, notamment au Poetry Project et au Vision Festival. Il s'est également produit à San Francisco et dans de nombreuses autres villes américaines, au Japon et en Europe, en particulier en Allemagne, au Royaume-Uni et en France. Lors de ses apparitions en France il s'est notamment produit à Bordeaux, Lille, Paris, aux Instants chavirés, à la Rotonde de choc, à l'Olympic Café, à la Maison de la poésie de Nantes et au Centre international de poésie Marseille. Il a également participé au festival Sons d'hiver à Paris (2004) et à la Biennale internationale des poètes en Val-de-Marne (2007).
En 2011, il engage une collaboration avec le groupe de rock français The Snobs avec lequel il publiera trois albums : Massive Liquidity (Bam Balam Records, 2011), ec(H)o-system (Bam Balam Records, 2015) et Pretty in the Morning (Bisou Records, 2019).

### Vie privée
Steve Dalachinsky vivait à Manhattan avec son épouse, la peintre et poète Yuko Otomo.

## Publications
- A Superintendent's Eyes, Hozomeen Press, 2000
- Trial and Error in Paris, Loudmouth Collective, 2003
- Musicology, Editions Pioche, Paris, 2005
- Lautreamont's Laments, Furniture Press, 2005
- In Glorious Black and White, Ugly Duckling Presse, 2005
- St. Lucie, King of Mice Press, 2005
- Are We Not MEN et Fake Book (deux livres de collage), 8 Page Press, 2005
- Dream Book, Avantcular Press, 2005
- The Final Nite & Other Poems: Complete Notes From A Charles Gayle Notebook 1987-2006, Ugly Duckling Presse, 2006
- Logos and Language, avec le pianiste Matthew Shipp, RogueArt, 2008
- Totems, Unarmed Press 2008
- Christ Amongst the Fishes, Oil Can Press, 2009
- Invasion of the Animal People, Alternating Current, 2009
- Reaching Into The Unknown, en collaboration avec le photographe Jacques Bisceglia, RogueArt, 2009

## Discographie
- Incomplete Directions, Knitting Factory Records, 1999
- Thin Air, avec le guitariste Loren Mazzacane Connors, Silver Wonder Recording, 2001
- Phenomena of Interference, en collaboration avec le pianiste Matthew Shipp, Hopscotch Records, 2006
- Merci Pour le Visite, avec Didier Lassere et Sebastian Capezza, Amor Fati, 2007
- Massive Liquidity, avec The Snobs, Bam Balam.records, 2011
- The Fallout of Dreams, avec Dave Liebman, RogueArt, 2011
- The Bill Has Been Paid, avec Joëlle Léandre, Dark Tree Records, 2013
- ec(H)o - system, avec The Snobs, Bam Balam records, 2015
- The Lunatic Fringe, avec RG Rough, Bam Balam records, 2020
- Pretty in the Morning, avec The Snobs, Bisou Records, 2019